# Wieża ciśnień w Dobrym Mieście
Wieża ciśnień w Dobrym Mieście – wieża wodna znajdująca się w Dobrym Mieście przy ulicy Gdańskiej, wybudowana w 1905 roku. W 1996 została wpisana do Rejestru Zabytków.